# Arthur Dion Hanna
Arthur Dion Hanna (ur. 7 marca 1928 w Pompey Bay, Acklins, zm. 3 sierpnia 2021 w Nassau) – bahamski polityk, minister, gubernator generalny w latach 2006–2010.
Od marca 1956 należał do Postępowej Partii Liberalnej. Z ramienia tej partii zasiadał w parlamencie w latach 1960–1992 oraz pełnił szereg funkcji ministerialnych, m.in. wicepremiera (1967–1984), ministra edukacji, ministra przemysłu i handlu, ministra spraw wewnętrznych, ministra finansów. W lutym 2006 objął stanowisko gubernatora generalnego, zastępując Ivy Dumont (od grudnia 2005 pełniącym obowiązki gubernatora był Paul Adderley). 14 kwietnia 2010 na stanowisku zastąpił go Arthur Foulkes.